# Zygmunt Kozar
Zygmunt Jan Kozar OP (ukr. Зигмунд Козар; ur. 8 lutego 1937 w Majdanie Skierbieszowskim, zm. 2 października 2003 w Katowicach) – polsko-ukraiński ksiądz katolicki, dominikanin, działacz społeczny i filantrop. Proboszcz parafii Podwyższenia Krzyża w Fastowie.

## Życiorys

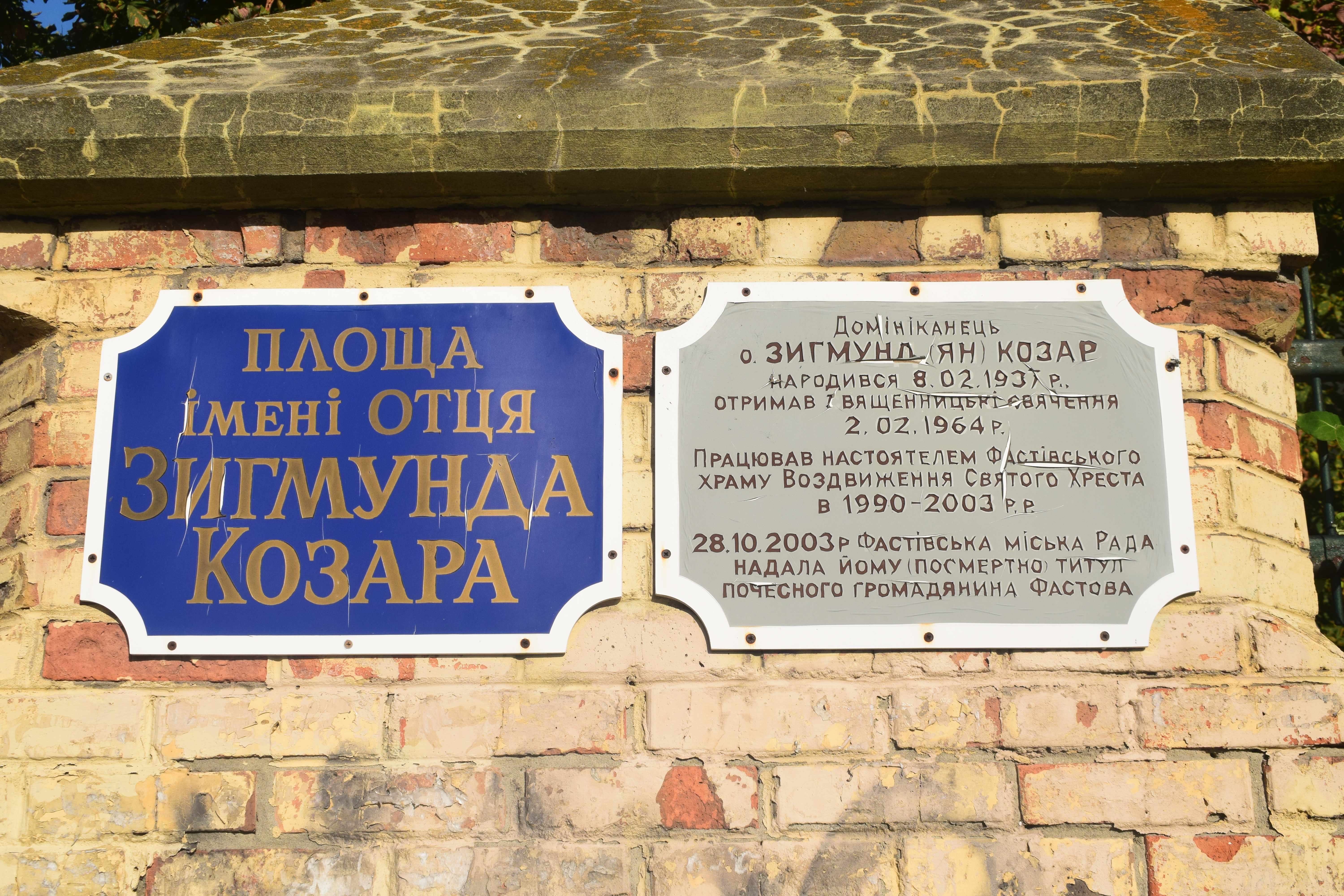
Tablice na placu Zygmunta Kozara

Urodził się 8 lutego 1937 w Majdanie Skierbieszowskim koło Zamościa. Ukończył Niższe Seminarium Biskupie w Lublinie, następnie wstąpił do zakonu dominikanów i odbył nowicjat w Poznaniu. Studiował filozofię w Warszawie i teologię w Krakowie.
Święcenia kapłańskie otrzymał 2 czerwca 1964 w Krakowie. Zamieszkał w Prudniku, gdzie pełnił funkcję kapelana w szpitalu, a także udzielał lekcji religii w Szkole Podstawowej nr 4. Był subprzeorem prudnickiego klasztoru dominikanów. Przez kilka lat przebywał we Wrocławiu, a następnie wrócił do Prudnika. W latach 70. Kozar wielokrotnie wyjeżdżał na Białoruś i Litwę. Prowadził tam tajną działalność misyjną, m.in. w Skorowodach, Żyrmunach i w Wilnie. W domach prywatnych odprawiał msze i udzielał sakramentów. Ludziom, którym udzielał chrztu, wręczał metryki pisane ręcznie, a potem przemycał oryginalne druki chrztu z Polski. Nielegalnie wwoził na teren ZSRR religijną literaturę, książki i modlitewniki.
W czasie panowania Michaiła Gorbaczowa Kozar pojechał do Grodna, żeby uzyskać od naczelnika ds. wyznań religijnych pozwolenie na odprawianie mszy. Naczelnik pozwolił mu odprawiać msze wyłącznie samemu sobie i tylko po łacinie, jednocześnie zabronił mu kontaktować się z młodzieżą. Kozar dostosował się do tej decyzji, jednak zrealizował również swoje zamiary. Katolicy w Żyrmunach, nie mając kapłana, stawiali w kościele na ołtarzu głównym kielich oraz szaty liturgiczne i odmawiali teksty mszalne bez słów odnoszących się do przeistoczenia, podczas czego Kozar przy ołtarzu bocznym odprawiał mszę „dla siebie”.
Kozar głosił chrześcijaństwo w Leningradzie, Moskwie, Rostowie nad Donem, Lwowie, Drohobyczu i Latyczowie. W 1989 w Fastowie rząd oddał katolikom ich dawny kościół, zamieniony na magazyn w 1934. Kozar, który 25 marca 1991 objął obowiązki proboszcza parafii, podjął się odbudowy świątyni. Fundusze na budowę pochodziły ze zbiórki miejscowych Polaków.
Kozar po kilka razy rocznie przyjeżdżał z Fastowa do Prudnika i opowiadał o swojej działalności na Litwie, Białorusi i Ukrainie. 9 września 2003 w ostatnim stadium śmiertelnej choroby wyjechał do Katowic, gdzie zmarł w szpitalu w Bogucicach w nocy 2 października tegoż roku. Został pochowany 11 października na cmentarzu w Fastowie. 28 października 2003 Rada Miasta Fastowa pośmiertnie przyznała mu tytuł honorowego obywatela miasta. Jego nazwiskiem nazwano plac przed kościołem (ukr. площа Зигмунда Козара) i ulicę w Fastowie.